# 潜艇水手长

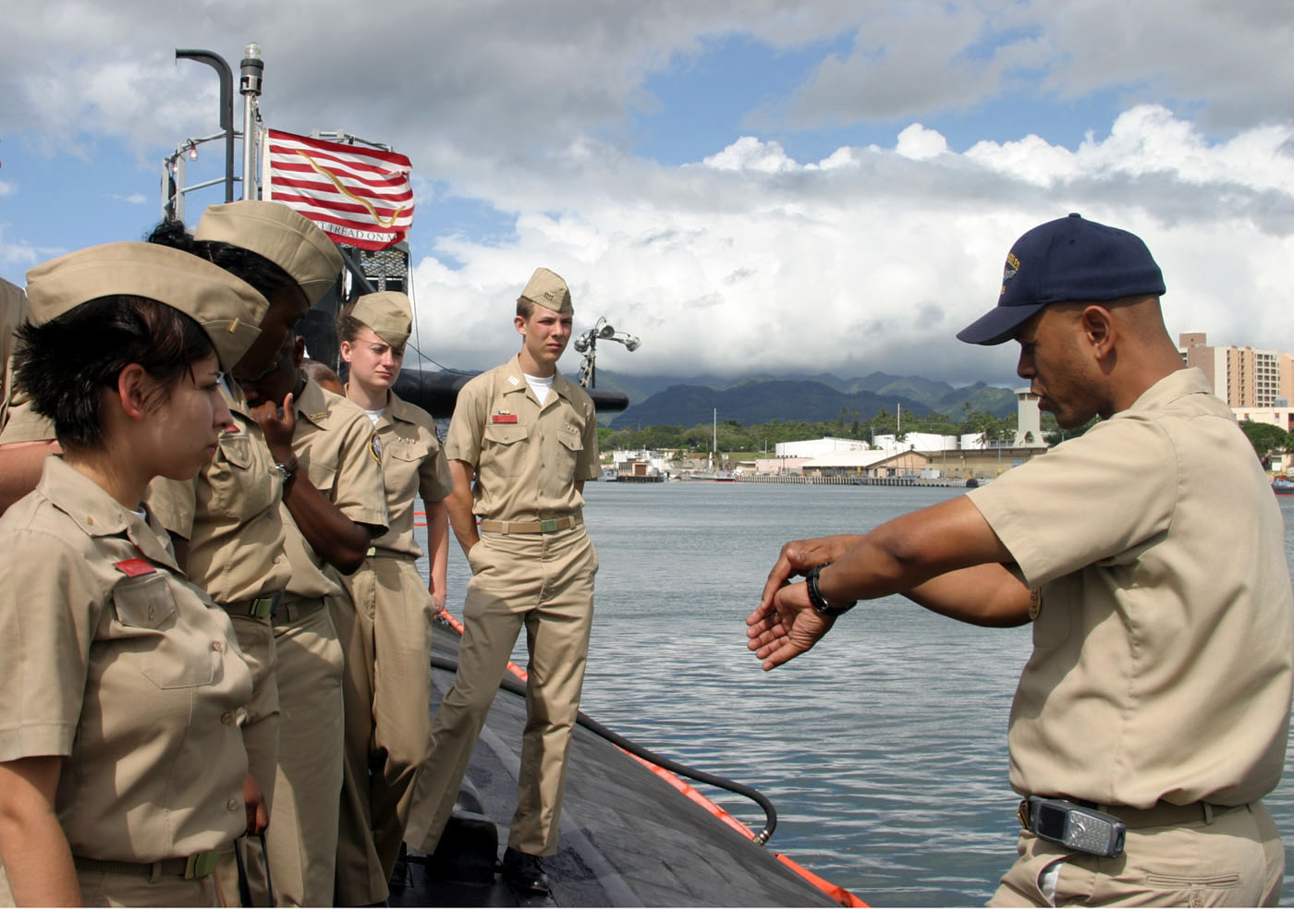
2004年4月9日美国夏威夷珍珠港海军基地，洛杉矶攻击潜艇潜艇水手长，声纳技师马克.雷蒙指挥士官长向海军青年预备役人员解释如何操作潜艇。

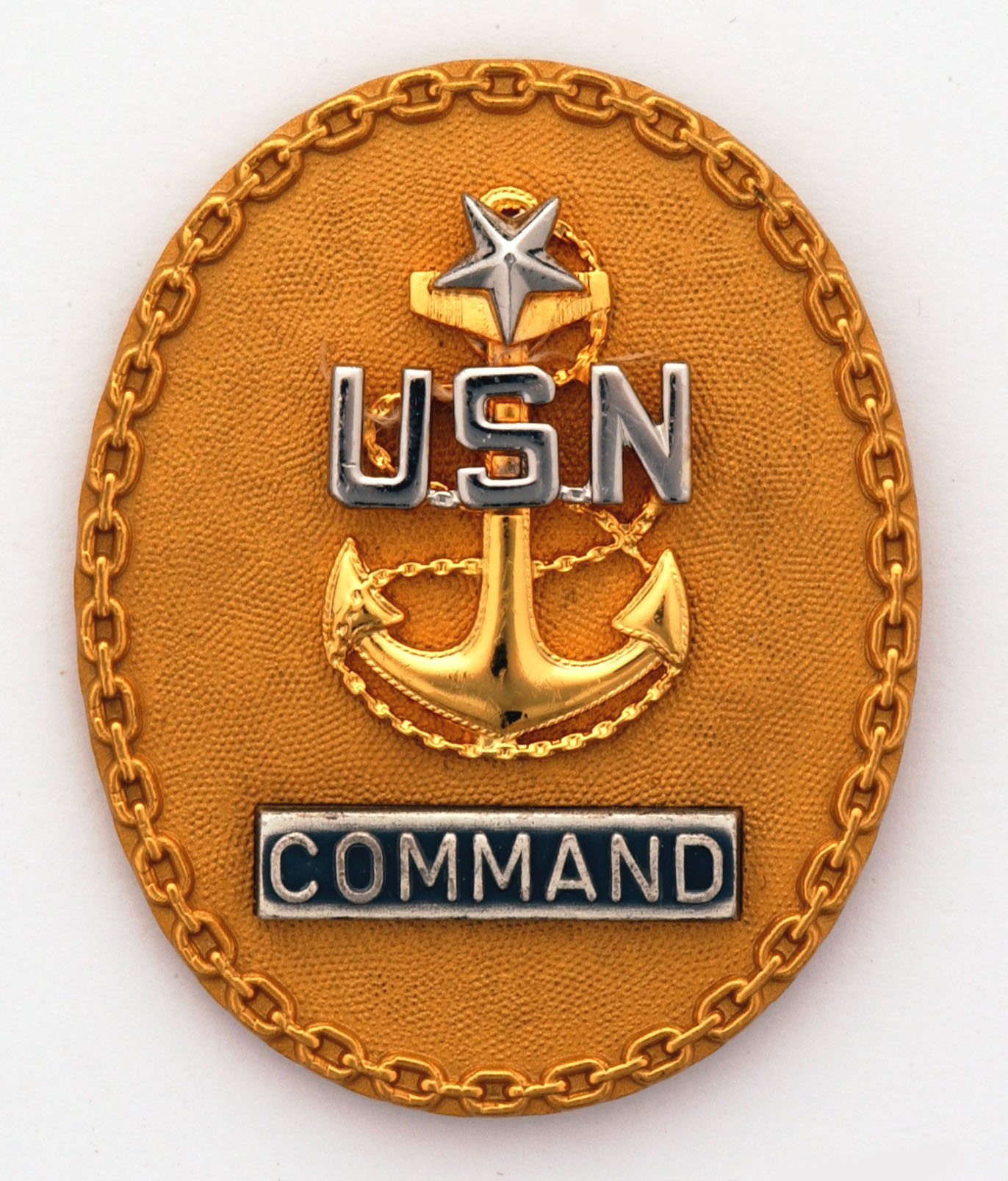
指挥士官长徽章－潜艇水手长的最高军衔

潜艇水手长（Chief of the Boat，簡稱），或譯士官督導長:309，是在美国海军潜艇部队及海岸警卫队飓风级沿海巡逻艇中服役的志愿服役水兵，屬於上士階級以上的士官職務階級:308-309。
潜艇水手长相当于航海部门的指挥士官长（Command Master Chief Petty Officer），而且在整个潜艇单位中，只有一个名额。潜艇水手长负责舰上核子业务以外日常运作以及所有水兵的训练及个人思想管理。潜艇水手长是海军潜艇指挥系统不可或缺的重要成员，係为其服役之潜艇负有保证其运作正常之责任与义务的资深水兵。作为资深顾问向舰长（Commanding officer）及副艦长（Executive officer）提供建议，并负责命令执行及舰上水兵的风纪。每一位新任水兵上舰后，通常由潜艇水手长负责接待。
潜艇水手长是舰上最资深水兵，舰长并不需要从舰上挑选军衔最高或者年资最长的士官担任；同样的，当更加资深的水兵上舰后，并无代替该职位的必要。其选拨过程首先由舰长推荐，再由舰艇分艦队长向海军人事部门提出申请，最后由其他水手长进行面试。
2011年9月底，海岸警卫队最后一批3艘飓风级沿海巡逻艇已全数归还海军，因此该职务在海岸警卫队已失去存在意义。

## 资格数据
- 资源评级：所有类别[4]
- 职位薪酬级别：二等士官長（E-8）至一等士官長（E-9）[4]
- 个人薪酬级别：二等士官長（E-8）至一等士官長（E-9）[4]
- 进修课程：强制性[4]
- 女性士官：尚未開放[4]

## 资料来源
1. 1 2  關振清. . 老戰友工作室. 2011年12月31日  [2023年1月23日]. ISBN 978-986-84297-6-5. doi:10.978.9868429/765. （原始内容存档于2021年12月7日）.
2. ↑  Keller, JO3 Benjamin. . Underwater Warfare.   [2012-07-31]. （原始内容存档于2015-01-05）.
3. ↑  Fellman, Sam. . Navy Times. 2011-08-15  [2012-07-31].
4. 1 2 3 4 5  Powers, Rod. . About.com.   [2012-07-31]. （原始内容存档于2015-09-25）.